# Eloisatron
Eloisatron (Eurasiatic Long Intersecting Storage Accelerator) è un progetto di acceleratore di particelle proposto da Antonino Zichichi.
Si propone di raggiungere un'energia nel centro di massa di circa 200 TeV espandendo la tecnologia del Large Hadron Collider (LHC) del CERN, realizzando un acceleratore circolare avente una circonferenza di circa 300 km. Tra i siti proposti per la realizzazione c'è l'intera Sicilia oppure una grossa porzione della pianura padana.
In considerazione degli altissimi costi e delle difficoltà legate alle enormi dimensioni dell'acceleratore e al problema di trovare un sito per la sua realizzazione, parte della comunità scientifica ritiene che il progetto sia irrealizzabile. Per il matematico Piergiorgio Odifreddi, "non sarà certo l'Italia, da sola, e neppure il CERN a realizzarlo: costa troppo".
Gli studi di fattibilità di Eloisatron, partiti nel 1979, sono ancora finanziati con un progetto speciale dell'INFN. Prevedevano magneti superconduttori con un campo magnetico di 13,5 Tesla (il Large Hadron Collider ha magneti che raggiungono un campo magnetico di 8 Tesla).

## Riferimenti
- The INFN ELOISATRON project, A. Zichichi et al. [collegamento interrotto], su ccdb4fs.kek.jp.
- Elenco di pubblicazioni su Eloisatron dal server di SLAC Inspire